# Рита Вірменська
Рита Вірменська (Марія Константинопольська; (0/11 січня 1278 — липень 1333) — дочка вірменського царя Левона III Великого і цариці Керан Вірменської, дружина імператора Михайла IX Палеолога, імператриця 1317—1320 років. Була відома як Марія Константинопольська.